# Gangloffsömmern
Gangloffsömmern – miejscowość i gmina w Niemczech, w kraju związkowym Turyngia, w powiecie Sömmerda, wchodzi w skład wspólnoty administracyjnej Straußfurt.

## Urodzeni w Gangloffsömmern
- Henryk Brühl – polityk Polski przedrozbiorowej, generał artylerii koronnej w latach 1752–1763
- Jan Adolf Brühl – królewsko-polski i elektorsko-saski masztalerz i szambelan

## Współpraca
Miejscowość partnerska:
- Espenau, Hesja